# داشتاهوغ
داشتاهوغ (ارمنی: Դաշտահող) یک منطقهٔ مسکونی در جمهوری آرتساخ است که در استان شوشی واقع شده‌است.